# Chassignieu
Chassignieu är en kommun i departementet Isère i regionen Auvergne-Rhône-Alpes i sydöstra Frankrike. Kommunen ligger i kantonen Virieu som tillhör arrondissementet La Tour-du-Pin. År 2022 hade Chassignieu 226 invånare.

## Befolkningsutveckling
Antalet invånare i kommunen Chassignieu
Referens:INSEE